# Calogero La Piana
Calogero La Piana, S.D.B. (* 27. ledna 1952 Riesi) je italský římskokatolický duchovní, salesián, arcibiskup a vikář kapituly baziliky svatého Petra.

## Život
Narodil se 27. ledna 1952 v Riesi.
Po střední škole vstoupil v září 1973 do noviciátu Salesiánů Dona Boska v Lanuviu. Dne 12. září 1974 složil své časné řeholní sliby a stejný rok započal filosofická a teologická studia na Institutu svatého Tomáše v Messině. V letech 1976–1978 byl asistentem a animátorem salesiánského díla v Palermu. Dne 14. září 1980 složil věčné řeholní sliby a 8. září 1981 byl biskupem Sebastianem Rossem vysvěcen na kněze. Po vysvěcení pokračoval ve vyšším studiu teologie na Papežské univerzitě Gregoriana v Římě.
Po svém návratu na Sicílii působil na Institutu svatého Tomáše jako profesor a spirituálně-liturgický animátor. Od září 1999 až do biskupského jmenování byl inspektorem Salesiánského inspektorátu Sicula. Dne 15. listopadu 2002 jej papež Jan Pavel II. jmenoval biskupem Mazara del Vallo. Biskupské svěcení přijal 6. ledna 2003 z rukou papeže a spolusvětiteli byli arcibiskupové Leonardo Sandri a Antonio Maria Vegliò.
Dne 18. listopadu 2006 byl papežem Benediktem XVI. ustanoven metropolitním arcibiskupem Messiny-Lipari-Santa Lucia del Mela a 29. června obdržel od papeže pallium. Dne 24. září 2015 přijal papež František jeho rezignaci ze zdravotních důvodů.
Dne 23. září 2018 byl ustanoven vikářem kapituly baziliky svatého Petra.